# 奥大野村
奥大野村（おくおおのむら）は、京都府中郡にあった村。現在の京丹後市大宮町奥大野にあたる。

## 地理
- 河川：竹野川

## 歴史
- 1892年（明治25年）3月5日 - 大野村が分割され、大字奥大野の区域をもって中郡奥大野村が発足。
- 1951年（昭和26年）4月1日 - 口大野村・常吉村・三重村・周枳村・河辺村と合併して大宮町が発足。同日奥大野村廃止。

## 交通
村域を日本国有鉄道の宮津線（現・京都丹後鉄道宮豊線）が通過したが、駅は所在しなかった。

## 名所・旧跡
- 朝姫稲荷神社
- 長福寺
- 光明寺

## 出身者
- 上前智祐 - 画家。